# Província de Alagoas
A Província de Alagoas foi uma província do Reino Unido de Portugal, Brasil e Algarves, e posteriormente do Império do Brasil, tendo sido criada a partir da Capitania de Alagoas.

## História

### Criação da comarca

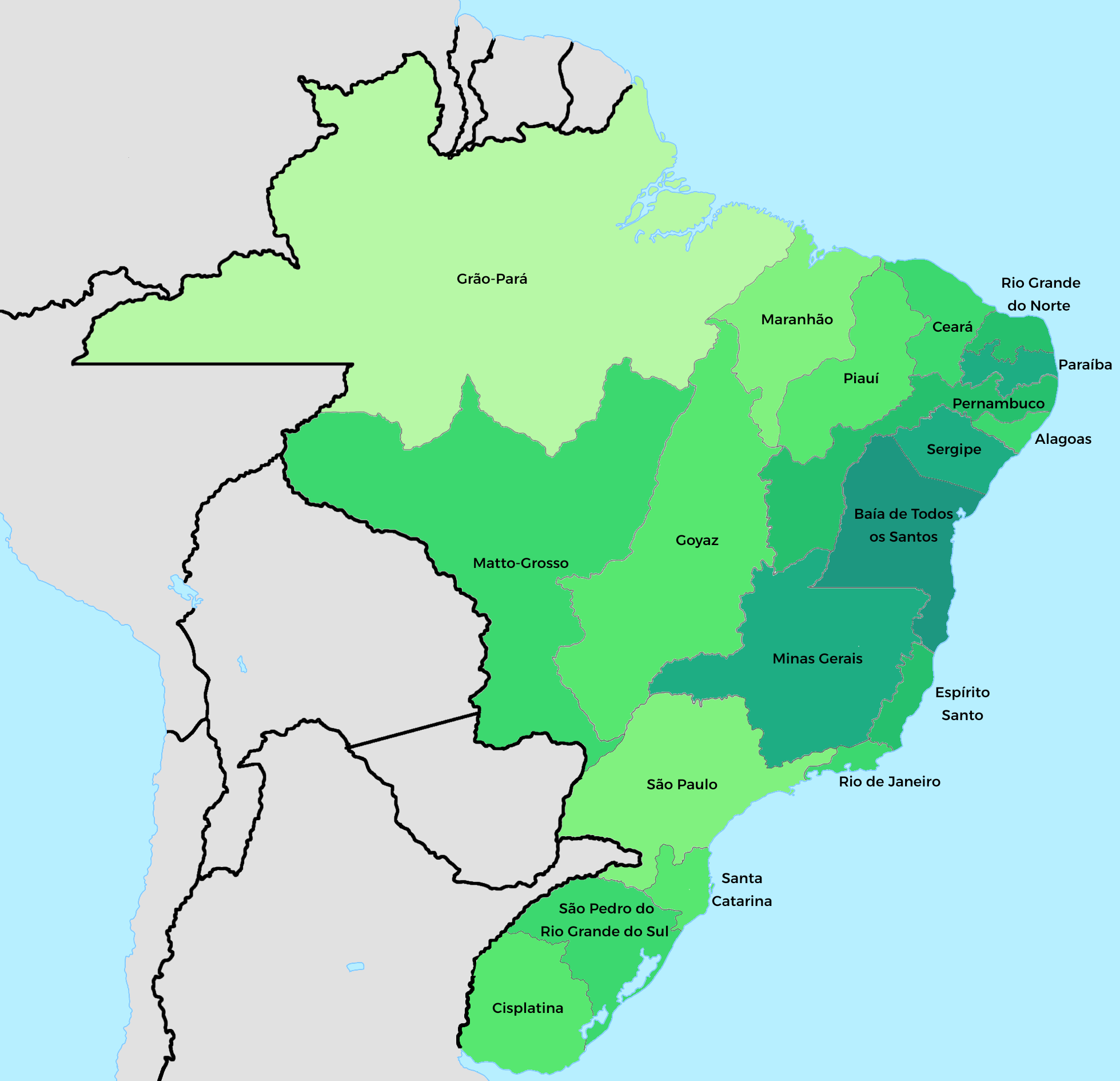
As Províncias do Império.

Após o período dos acontecimentos da Guerra dos Palmares. Alagoas, passou apresentar indícios de prosperidade e desenvolvimento, quer do ponto de vista econômico, quer do cultural. Sua principal riqueza era o açúcar, sendo além disso produzidos, embora em menor escala, mandioca, fumo e milho; couros, peles e pau-brasil eram exportados. As matas abundantes forneciam madeira para a construção de naus. Nos conventos de Penedo e das Alagoas os franciscanos mantinham cursos e publicavam sermões e poesias. Tudo isso justificou o ato régio de 9 de outubro de 1710, criando a comarca das Alagoas, que somente se instalou em 1711. Daí em diante, a organização judiciária restringia o arbítrio feudal dos senhores, e até o dos representantes da metrópole. A comarca desenvolvia-se. Já em 1730 o governador de Pernambuco, propondo a el-rei a extinção da decadente capitania da Paraíba, assinalava a prosperidade de Alagoas, com seus quase cinquenta engenhos, dez freguesias, e apreciável renda para o erário real. Ao lado do açúcar, incrementou-se a cultura do algodão. Seu cultivo foi introduzido na década de 1770; em 1778, já se exportavam para Lisboa amostras de algodão tecido nas Alagoas. Em Penedo e Porto Calvo, fabricava-se pano ordinário, para uso, sobretudo, de escravos. Em 1754, frei João de Santa Ângela publicou, em Lisboa, seu livro de sermões e poesias; é a primeira obra de um alagoano. A população crescia, distribuindo-se em várias atividades. Um cômputo demográfico mandado realizar em 1816 pelo ouvidor Antônio Ferreira Batalha registrava uma população de 89.589 pessoas.

### Capitania independente

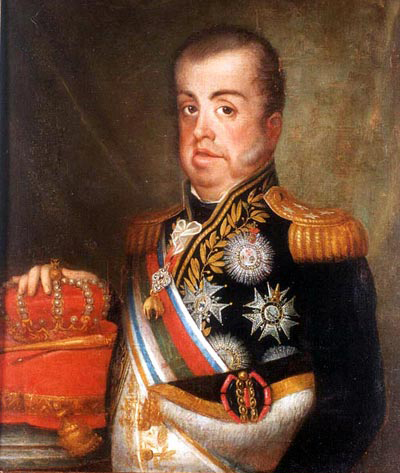
D. João VI de Portugal

Três anos depois, em 1819, novo recenseamento acusou uma população de 111 973 pessoas. Contavam-se, então, na província, oito vilas. Alagoas já se constituíra capitania independente da de Pernambuco, criada pelo alvará de 16 de setembro de 1817. A repercussão da Revolução Pernambucana desse ano contribuiu para facilitar o processo de emancipação. O ouvidor Batalha foi o principal mentor da gente alagoana. Aproveitando-se da situação e infringindo as próprias leis régias, desmembrou a comarca da jurisdição de Pernambuco e nela constituiu um governo provisório. Esses atos foram suficientes para abrir caminhos que levaram D. João a sancionar o desmembramento. Sebastião Francisco de Melo e Póvoas, governador nomeado, só assumiu o governo a 22 de janeiro de 1819.
Acentuou-se a partir de então o surto de prosperidade de Alagoas. Em 17 de agosto de 1831 apareceu o Íris Alagoense, primeiro jornal publicado na província, assim considerada a partir da independência do Brasil e organização do império. É certo que os primeiros anos de independência não foram fáceis. Uma sequência de movimentos abalou a vida provincial: em 1824, a Confederação do Equador; em 1832-1835, a Cabanada; em 1844, a rebelião conhecida como Lisos e Cabeludos; em 1849, a repercussão da revolução praieira.

### Mudança da capital

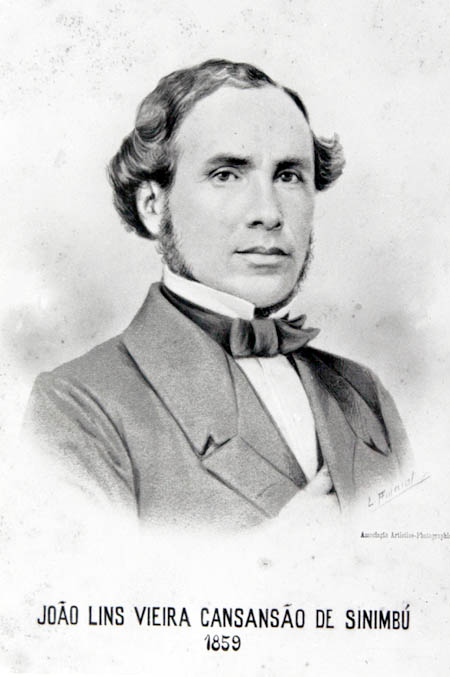
Visconde de Sinimbu

Em 1839 a capital, então situada na velha cidade das Alagoas, foi transferida para a vila de Maceió, localizada à beira-mar, no caminho entre o norte, o centro e o sul da província. No processo de mudança defrontaram-se as duas facções políticas mais importantes, uma chefiada pelo mais tarde visconde de Sinimbu, outra pelo juiz Tavares Bastos, pai do futuro pensador Tavares Bastos, nascido, aliás, nesse ano de 1839. Naquele momento a província possuía oito vilas. Desde 1835 funcionava a assembleia provincial.
No governo da província sucediam-se os presidentes nomeados pelo imperador, nem sempre interessados pelos destinos da terra, outras vezes envolvidos por lutas partidárias. A província, contudo, progredia. No campo da economia, vale salientar a fundação, em 1857, da primeira fábrica alagoana de tecidos, a Companhia União Mercantil, no distrito de Fernão Velho. Idealizou-a o barão de Jaraguá, contribuindo dessa forma para o fomento da economia regional. Trinta anos mais tarde, fundou-se a Companhia Alagoana de Fiação e Tecidos, que em 15 de outubro de 1888 se instalou em Rio Largo. Seguiu-se a esta, em 30 de setembro de 1892, a fundação da Companhia Progresso Alagoano, em Cachoeira. Dessa atividade têxtil surgiram, com grande prestígio nacional, as toalhas da Alagoana.
O ensino recebeu incentivo com a instalação em 1849, do Liceu Alagoano, destinado ao nível médio; é hoje o Colégio Estadual de Alagoas. O ensino primário, já beneficiado em 1864 pelo estabelecimento de uma escola normal, hoje funcionando sob a denominação de Instituto de Educação, recebeu expressivo impulso com a criação de novas escolas. Com a fundação, em 1869, do Instituto Arqueológico e Geográfico Alagoano, hoje Instituto Histórico e Geográfico de Alagoas, desenvolveram-se os estudos históricos e geográficos. Do final do império ao início da república, incrementou-se o movimento para a construção de engenhos centrais e aperfeiçoamento técnico da fabricação de açúcar, o que iria dar origem às usinas, a primeira delas constituída, todavia, já no período republicano.
Os movimentos abolicionista e republicano dos últimos anos da monarquia atingiriam a província, o primeiro deles através da Sociedade Libertadora Alagoana e dos jornais Gutenberg e Lincoln. A campanha abolicionista mobilizou a intelectualidade alagoana, sem entretanto chegar aos excessos da violência. Professores e jornalistas atraíram a mocidade para a campanha, e após a abolição, em 1888, foi um mestre como Francisco Domingues da Silva que teve a iniciativa da criação de um instituto de ensino profissional, destinado aos filhos dos ex-escravos.

### Dissolução
O movimento republicano, intensificado pela abolição, traduziu-se nas atividades da imprensa e clubes de propaganda. O mais importante destes foi o Centro Republicano Federalista, também, de certo, o mais antigo; outros foram o Clube Federal Republicano e o Clube Centro Popular Republicano Maceioense, ambos existentes na capital no momento da proclamação. No interior havia igualmente outros clubes de propaganda. O Gutenberg era o órgão de imprensa mais veemente na difusão da ideia republicana.
No mesmo dia em que, no Rio de Janeiro, era proclamada a república, em Maceió assumia a presidência o dr. Pedro Ribeiro Moreira, último delegado do governo imperial para a província. Confirmada a mudança do regime, organizou-se a princípio uma junta governativa, mas a 19 de novembro o marechal Deodoro designou o irmão, Pedro Paulino da Fonseca, para governar o novo estado. Foi ele também o primeiro governador eleito após promulgada a constituição estadual, em 12 de junho de 1891.